# Karl Haus (Manager)
Karl Haus (* 21. April 1900 in Frankfurt am Main; † 1967) war ein deutscher Bank- und Versicherungsmanager. Seit den 1930er Jahren war er zunächst Vorstands- und später Aufsichtsratsvorsitzender der Colonia Versicherung AG und zwischen 1951 und 1953 zweiter Präsident des Gesamtverbandes der Deutschen Versicherungswirtschaft. Ab 1953 gehörte er zu den Gesellschaftern des Bankhauses Sal. Oppenheim.

## Werdegang
Haus arbeitete zunächst für das Bankhaus Sal. Oppenheim, anschließend war er ab 1930 bis 1936 Vorstand der teilweise in Besitz der Colonia befindlichen Gladbacher Feuer-Versicherung und ihrer beiden Tochtergesellschaften. Später berief ihn der Aufsichtsrat der Colonia rund um Oppenheim-Partner Robert Pferdmenges in den Vorstand der Colonia, wo er ab 1939 als Generaldirektor den Vorsitz innehatte. Nach dem Ende des Zweiten Weltkriegs war er maßgeblich am Wiederaufbau des deutschen Versicherungswesens beteiligt, unter anderem saß er im Versicherungsausschuss der Militärregierung und initiierte die Gründung der Deutschen Versicherungsakademie.
1953 kehrte Haus als persönlich haftender Gesellschafter zu Sal. Oppenheim zurück. Unterdessen behielt er seine engen Bindungen zur Versicherungsbranche mit diversen Aufsichtsratsmandaten. 1960 beerbte er Pferdmenges an der Spitze des Colonia-Aufsichtsrates, zudem war er unter anderem im Aufsichtsrat verschiedener Töchterunternehmen der Gladbacher Feuer-Versicherungsgruppe, der Nordstern-Gruppe, der National-Gruppe, der Hermes Kreditversicherung sowie außerhalb der Branche bei der Gewerkschaft Victor Chemische Werke AG und Stahlwerke Bochum. Zeitweise hatte er 21 Aufsichtsmandate parallel.
1937 wurde Haus Mitglied bei Rotary International. Er war Gründungsvorsitzender des Vereins der Förderer des Instituts für Versicherungswissenschaft an der Universität zu Köln, das am 6. November 1940 mit der Colonia als Haupttreiber und -finanzier gegründet wurde. Am 1. Dezember 1950 wurde er zum Ehrenbürger der Universität zu Köln ernannt.
1951 wurde er als Nachfolger von Harald Mandt an die Spitze des Gesamtverbandes der Deutschen Versicherungswirtschaft gewählt, dort beerbte ihn zwei Jahre später Werner Plath.